# Tropico Band
Тропико бенд (изв. Tropico Band) музичка је поп група коју су у Лесковцу 2002. године основали Александар Цветковић и Марко Недељковић. Касније у групу долази Марија Митровић (садашња пјевачица Криејтив бенда). Недуго затим придружује се и клавијатуриста Предраг Пешић. Крајем 2003. Марија Митровић напушта бенд и започиње соло каријеру, а долази гитариста Бранислав Игњатић — Банџи. Потпомогнути новим чланом, Тропико почиње да добија свој препознатљив стил. Године 2003. снимају свој први сингл Дај ми дај. Почетком 2006. долази Александар Илић као бубњар. Касније те године објављују свој први албум: Један ал’ вредан.

## Дискографија
- 2015: TROPICO (Hayat Production)
- 2015: 2015 (City Records)
- 2014: THE BEST OF (City Records)
- 2013: 2013 (City Records)
- 2011: 2011 (City Records)
- 2009: 2009 (City Records)
- 2006: Ал’ вредан (City Records)

## Фестивали
Радијски фестивал, Србија:
- Седатив, 2004
- Мрве од љубави, 2007

Пјесма Медитерана, Будва:
- Ако доживим да те преболим, 2007

Pink music festival:
- Пусти ритам, 2014
- За длаку, 2015

Скале, Херцег Нови:
- Вето, 2022

CMC festival, Водице:
- Све је моје, 2024

Песма за Евровизију:
- АИ, 2025